# Тирзієнь
Тирзієнь (рум. Tîrzieni) — село в Оргіївському районі Молдови. Входить до складу комуни, адміністративним центром якої є село Мелеєшть.

## Населення
За даними перепису населення 2004 року у селі проживали 312 осіб.
Національний склад населення села:
| Національність   | Кількість осіб | Відсоток   |
| ---------------- | -------------- | ---------- |
| молдавани румуни | 308 2          | 98,7% 0,6% |
| українці         | 1              | 0,3%       |
| росіяни          | 1              | 0,3%       |
| Всього           | 312            | 100%       |